# Goldschieberprozess
Der Goldschieberprozess war ein Gerichtsprozess von Anfang November 1949 bis 1. August 1950 um einen aufwendig inszenierten Betrug im oberbayerischen Schiebermilieu Ende der 1940er Jahre.

## Verlauf
Dem Schuhhändler Fritz Tretter und dem Direktor der Bayerischen Gemeindebank Hans Leonhard war glaubhaft gemacht worden, dass sie sich mit einer Investition von 150.000 Deutschen Mark an einem Gold- respektive Messinghandel beteiligen könnten. Mit der Abwicklung des Handels wurde eine Sekretärin beauftragt. Die Anbieter der Nichteisenmetalle verabredeten sich mit der Sekretärin auf einem abgelegenen Forstweg bei Mittenwald. Bei einem fingierten Polizeieinsatz wurden der Sekretärin Geld und Fahrzeug entwendet. Da die druckfrischen 150.000 Deutsche Mark aus einem Kreditvertrag stammten, nahm die bayerische Landpolizei mit dem Aktenzeichen II/St. B. Az 28 (S) Ermittlungen auf. Am 25. Oktober 1949 wurde Edmund Georg Stoiber, Vater von Edmund Stoiber, in Oberaudorf verhaftet. Stoiber hatte in seiner Rolle als US-amerikanischer Oberst Horn überzeugt, was ihm den Vorwurf eines Devisenvergehens, Betrugs und der räuberischen Erpressung einbrachte. Bei seiner Vernehmung gab der Bankdirektor an, er habe eine Anzahlung beim Polizeipräsidenten von München Franz Xaver Pitzer angemeldet. In der Verhandlung behauptete der als Nichteisenmetallverkäufer auftretende Schauspieler Josef Schäffler, Pitzer sei eine Beteiligung am Erlös des Handels in Aussicht gestellt worden. Dieser Anschuldigung widersprach Pitzer, er wurde im Verfahren freigesprochen, aber zum 1. Januar 1951 in den Ruhestand versetzt.
Das Verfahren gegen Edmund Georg Stoiber wurde am 1. August 1950 aufgrund eines Amnestiegesetzes eingestellt.